# Viaje de aguas de Argales
Se conoce como viaje de aguas de Argales a la obra de ingeniería hidráulica construida entre finales del siglo XVI y principios del XVII para abastecer de agua a la ciudad española de Valladolid. Desde finales de la Edad Media, la ciudad se esforzó por obtener un abastecimiento público de aguas, a través de un sistema de fuentes, que permitiera eludir los cambios en el caudal del río Pisuerga. Dicha tarea, en la que participaron monarcas, los monjes del monasterio de San Benito, el ayuntamiento y algunas familias, fructificó en los llamados viajes de aguas, conducciones para transportar el agua desde los manantiales hasta las fuentes urbanas.

## Historia del proyecto
En 1441 el rey Juan II de Castilla donó a los monjes de San Benito unos terrenos, para su uso y disfrute, en el pago denominado Argales, donde había un manantial. Con el apoyo de las autoridades, el prior decidió construir un acueducto (a base de tubos de barro cocido) hasta el monasterio, siendo concluido en 1443. Sin embargo, el continuo mantenimiento que requería y la irregularidad del caudal hizo que los monjes acordasen con el ayuntamiento la cesión de la traída de aguas, llevándose a cabo en 1584 con el compromiso por parte de la ciudad de su mantenimiento y la conducción del agua hasta el monasterio.
Se organizó entonces una comisión, en la que colaboraron los ingenieros Benito Morales y Francisco de Montalbán, encargada de trazar la nueva conducción y la posible ubicación de las futuras fuentes, dirigida por el arquitecto Juan de Herrera, siendo otros, como Juan de Nates y Diego de Praves, quienes ejecutaron los trabajos, que comenzaron en 1586. De las ocho fuentes proyectadas, solo se construyeron tres: Puerta del Campo, Fuente Dorada y Rinconada, siendo Angustias, Chancillería, plaza de la Universidad, Prado de la Magdalena y San Andrés las restantes. Las obras concluyeron en 1622, siendo en siglos posteriores ampliada la red de abastecimiento y el número de fuentes, entre las que se incluyeron Caño Argales o Estación, por ejemplo. En 1974, tras declarar la Jefatura Provincial de Sanidad sus aguas como no potables, el manantial de Argales fue clausurado.

## Arcas reales

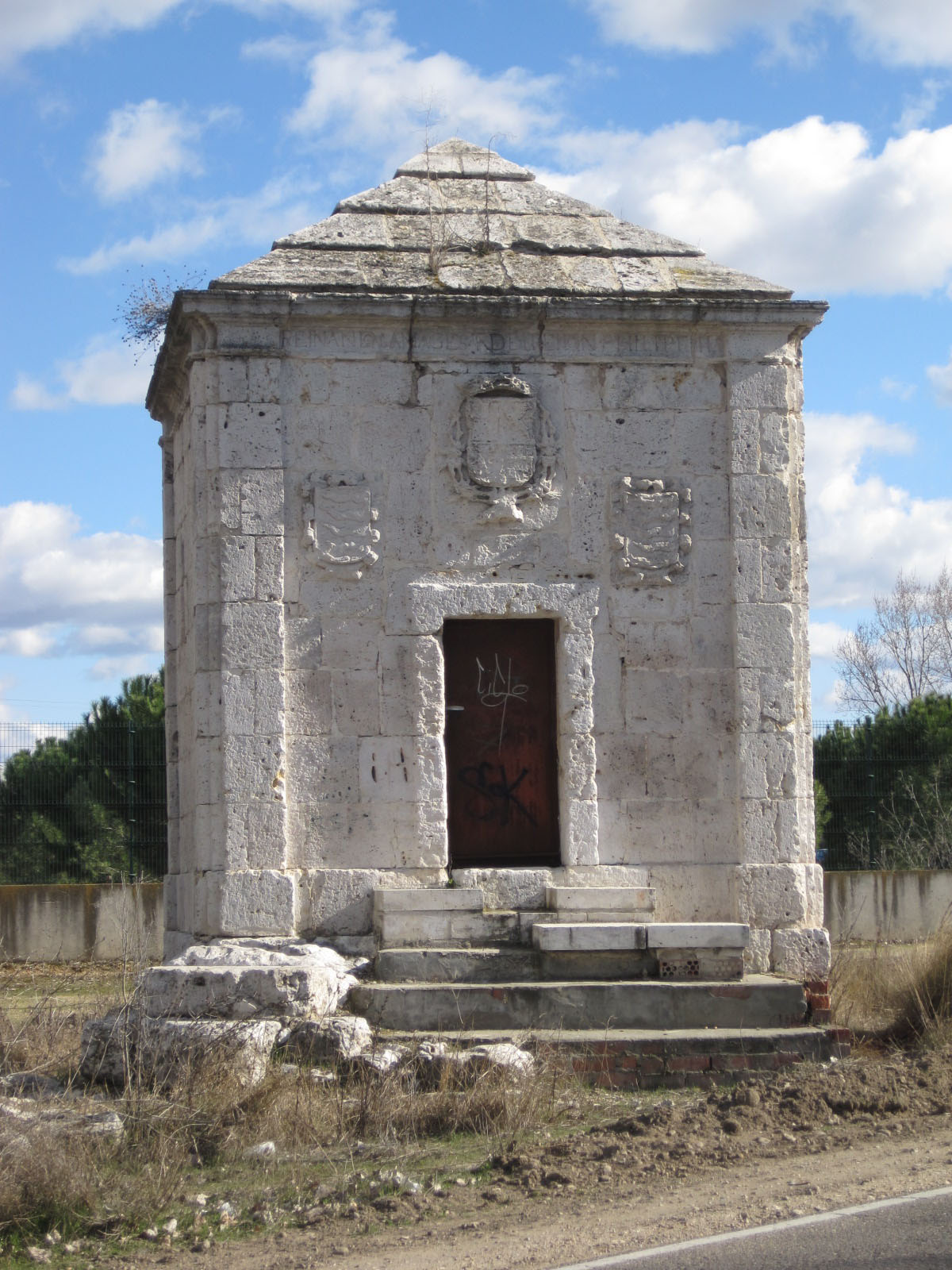
Arca Real número 1 de la conducción que, construida a finales del

La longitud de la conducción era de 5 kilómetros, siendo en superficie en su primer tramo y subterránea el resto del recorrido, y en ella se construyeron 32 arcas o cajas cuya función era recoger el agua, regularla, filtrar impurezas y salvar los desniveles. De todas ellas, 27 estaban fuera de la ciudad, de las cuales solo se conservan 14; están construidas en piedra, presentan planta cuadrangular, puerta adintelada, ventana orientada al norte para renovar el aire y cubierta piramidal o a dos aguas. La primera de ellas, denominada Arca Real, fue acabada en 1589 por Diego de Praves y, junto a los escudos real y de la ciudad, presenta la leyenda:

"REINANDO LA MAGESTAD DEL REI DON PHILLIPE II NUESTRO SEÑOR ACABO ESTA ARCA. VALLADOLID SIENDO CORREGIDOR DELLA DON GARCIA BUSTO. AÑO DE 1589".

## Las fuentes
De las tres fuentes que se construyeron en origen, tan solo persisten dos aunque reformadas. Por un lado la fuente Dorada situada en la actual plaza de Fuente Dorada, antiguamente llamada Gallinería Vieja, que cambió su nombre en el siglo XVII debido a una bola y aguja de bronce que adornaban la fuente, y una de cuyas partes se encuentra actualmente en la plaza de la Trinidad, frente a la biblioteca pública; por otro lado, la de plaza Rinconada, en la parte trasera del ayuntamiento. Posteriormente, el manantial de Argales aportó agua a otras fuentes como la del Caño Argales, que da nombre a una plaza, o la de la actual calle Estación, frente a la calle Panaderos.

Fuentes
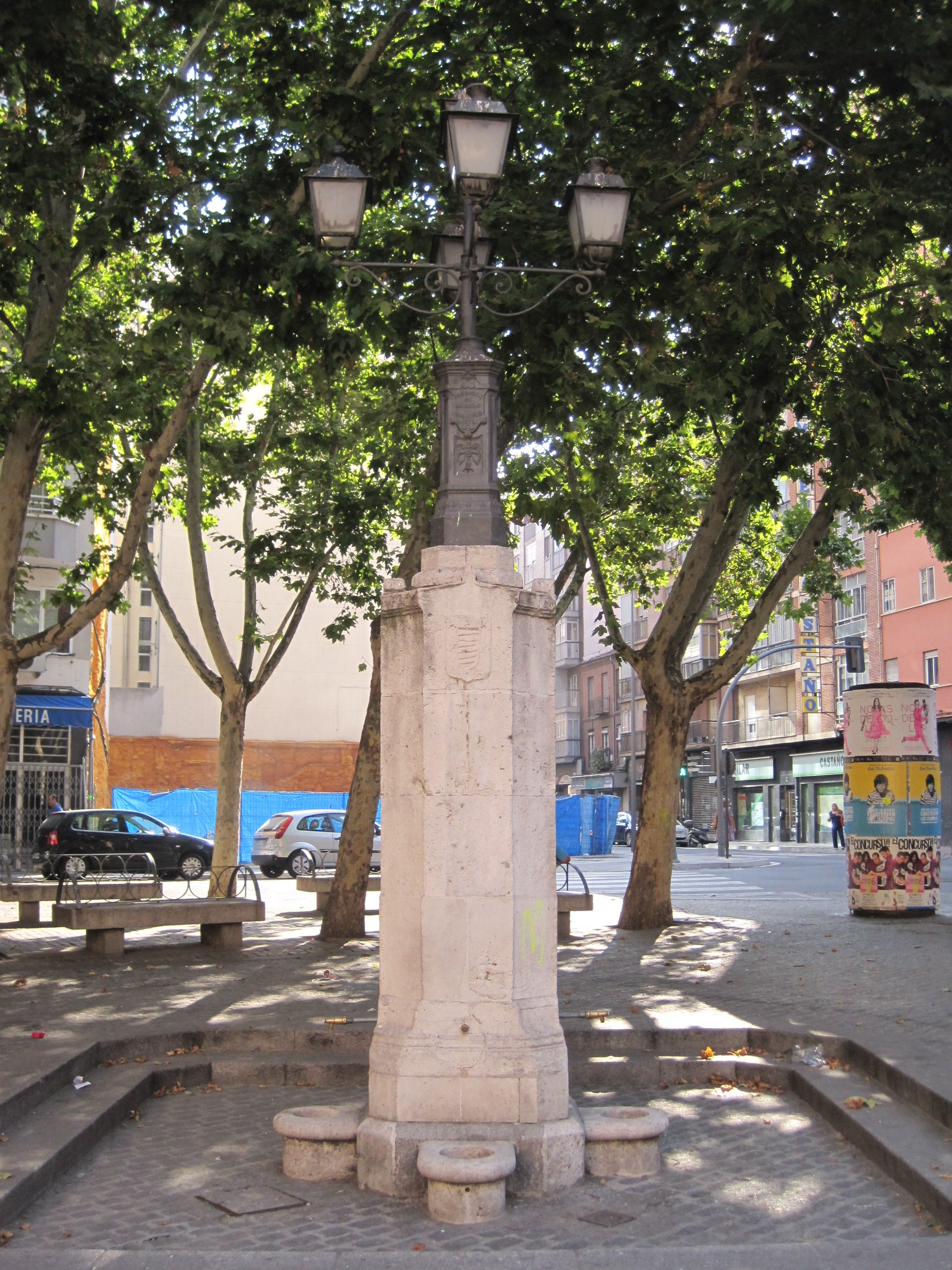
Fuente de Caño Argales
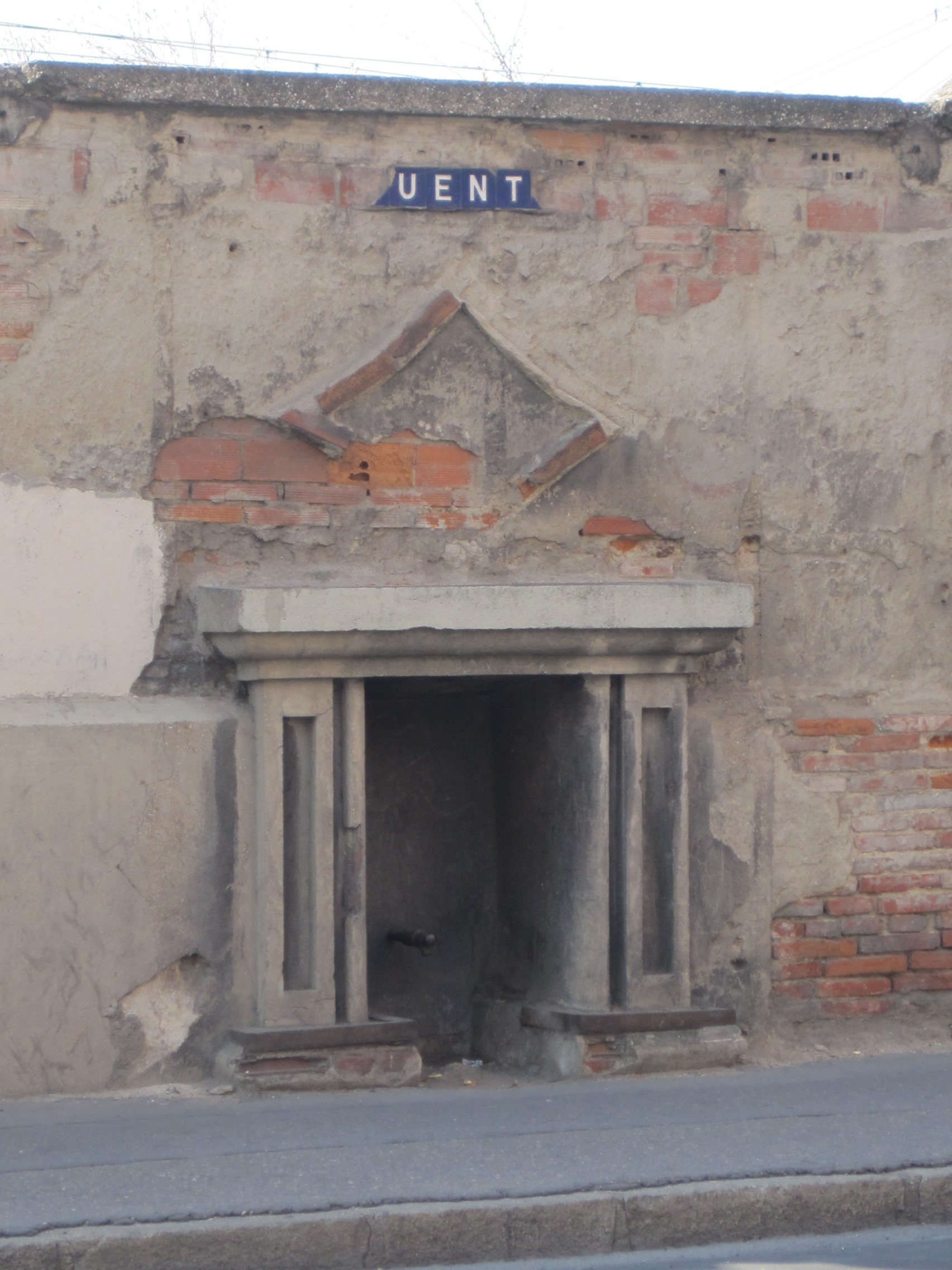
Restos del arca y fuente de la actual calle Estación. Este caño era la continuación de las tuberías bajo el ferrocarril que venían desde las Arcas Reales. Ya no existe. Fue destruida en marzo de 2022 a causa de las obras del nuevo túnel
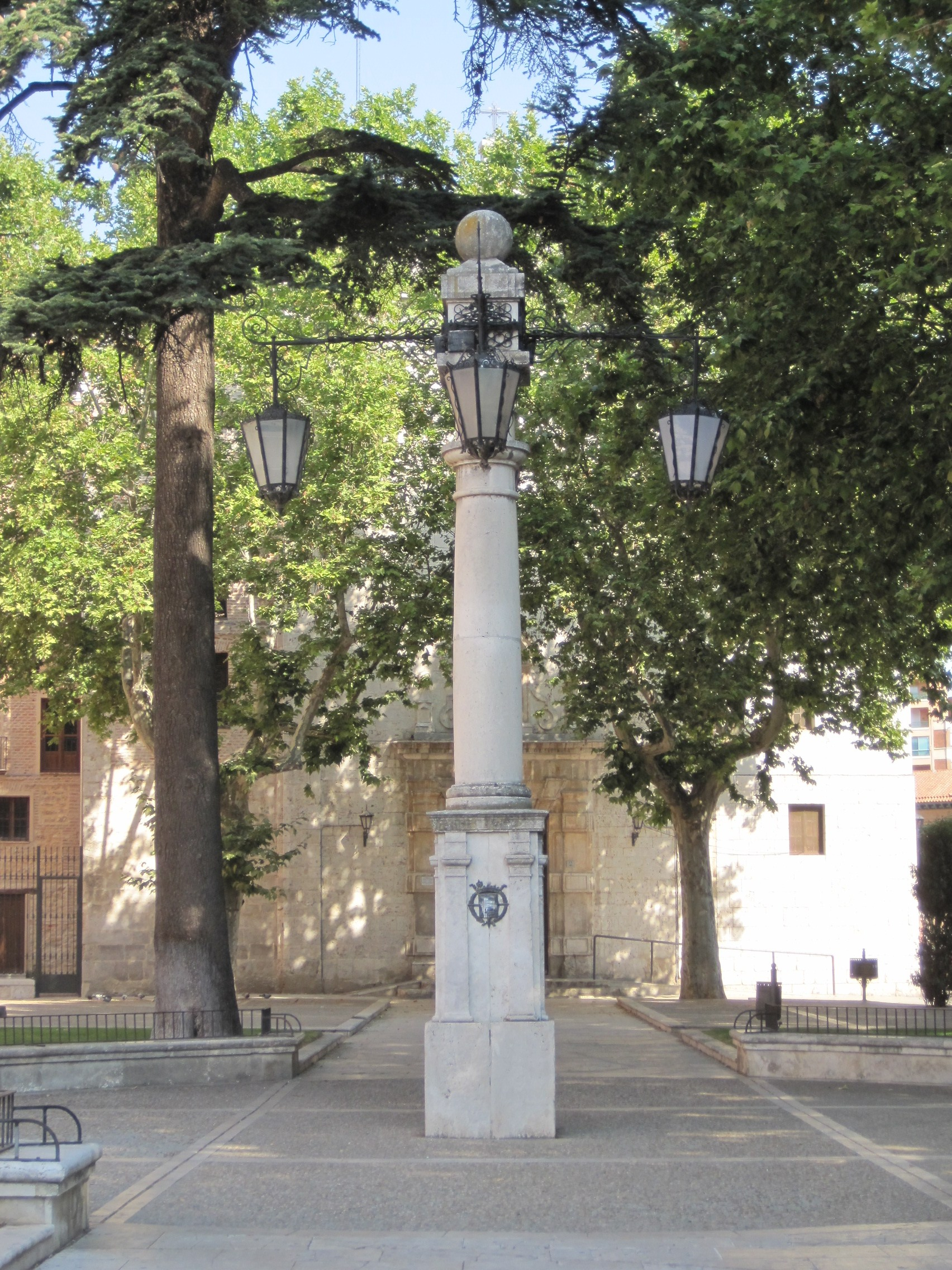
Columna perteneciente a la antigua Fuente Dorada

## Protección y conservación

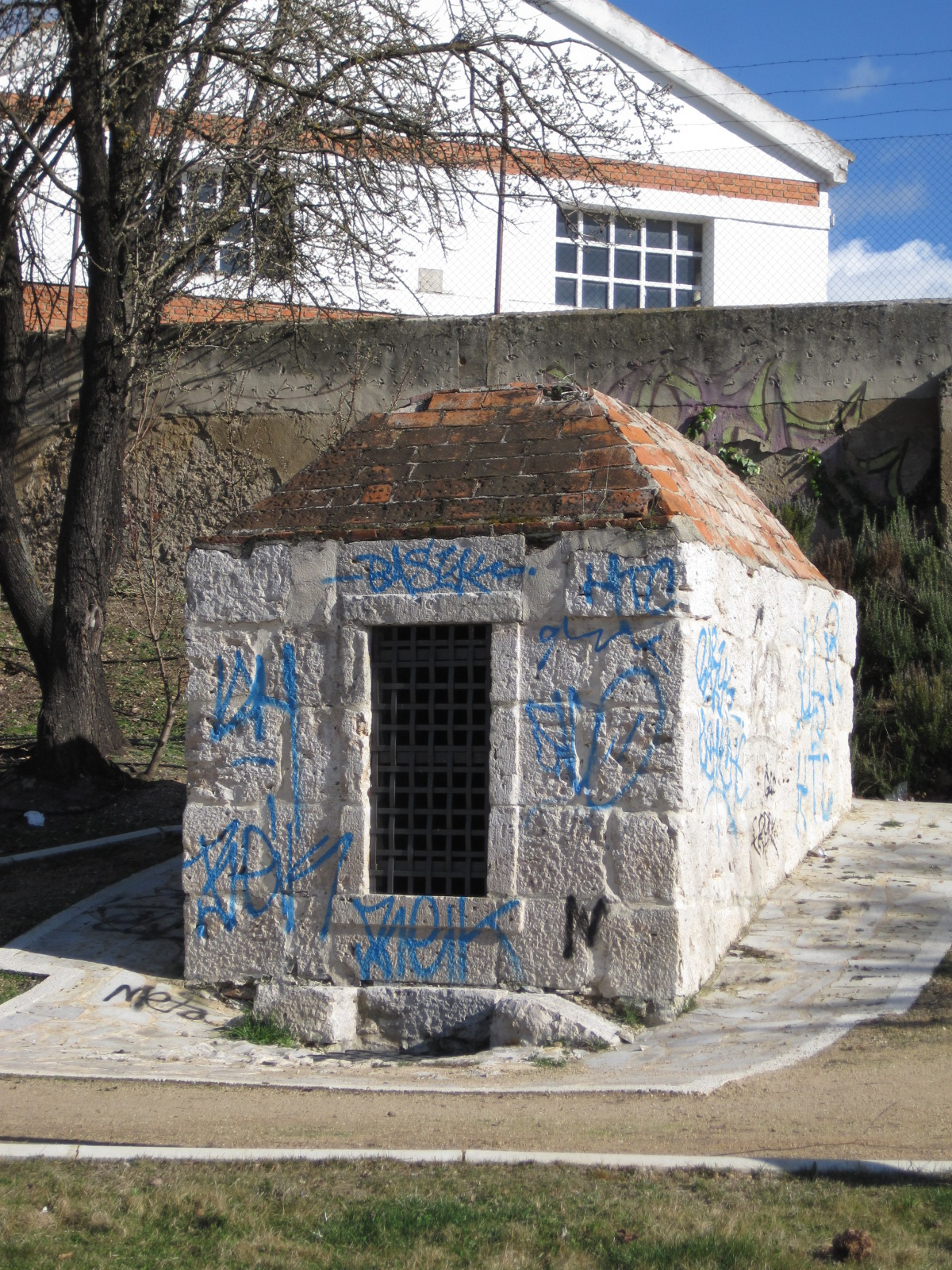
Pese a su condición de Bien de Interés Cultural, las arcas han sido objeto de actos vandálicos

Pocos años después de su clausura en 1974, la Comisión Provincial del Patrimonio Histórico-Artístico de Valladolid solicitó, sobre la base de la escasez de este tipo de construcciones, siendo quizás única en España según el profesor Juan José Martín González, la declaración de monumento nacional para las fuentes de Argales, hecho que se produjo en 1982. Sin embargo, y a pesar de tal protección, el estado de las arcas se fue deteriorando con los años debido al pillaje de los materiales y a su uso indebido, por lo que entre 1999 y 2003 el Ayuntamiento de Valladolid llevó a cabo un plan de rehabilitación con un coste de un millón de euros, con un proyecto redactado por el arquitecto Javier Blanco Martín. Cuatro años después, la prensa local denunciaba cómo nuevamente las arcas habían sido expoliadas y presentaban grafitis en las paredes, basura en su interior y cubiertas de maleza.